# Jerzy Mastyński
Jerzy Mastyński (ur. 4 kwietnia 1941, zm. 19 lutego 2018 w Poznaniu) – polski ichtiolog, profesor doktor habilitowany.

## Życiorys
W 1959 ukończył VI Liceum Ogólnokształcące im. Ignacego Jana Paderewskiego w Poznaniu. Był profesorem zwyczajnym, wykładowcą Uniwersytetu Przyrodniczego w Poznaniu i kierownikiem Katedry Rybactwa Śródlądowego i Akwakultury tej uczelni w latach 1991-1995. Był też wieloletnim działaczem Polskiego Związku Wędkarskiego, wiceprezesem Zarządu Głównego PZW oraz przewodniczącym Komisji ochrony i zagospodarowania wód przy Zarządzie Głównym PZW. Propagował stanowisko, że grodzenie dostępu do wód jest sprzeczne z polskim prawem wodnym. Od 2015 był członkiem Rady Naukowej Wielkopolskiego Parku Narodowego.

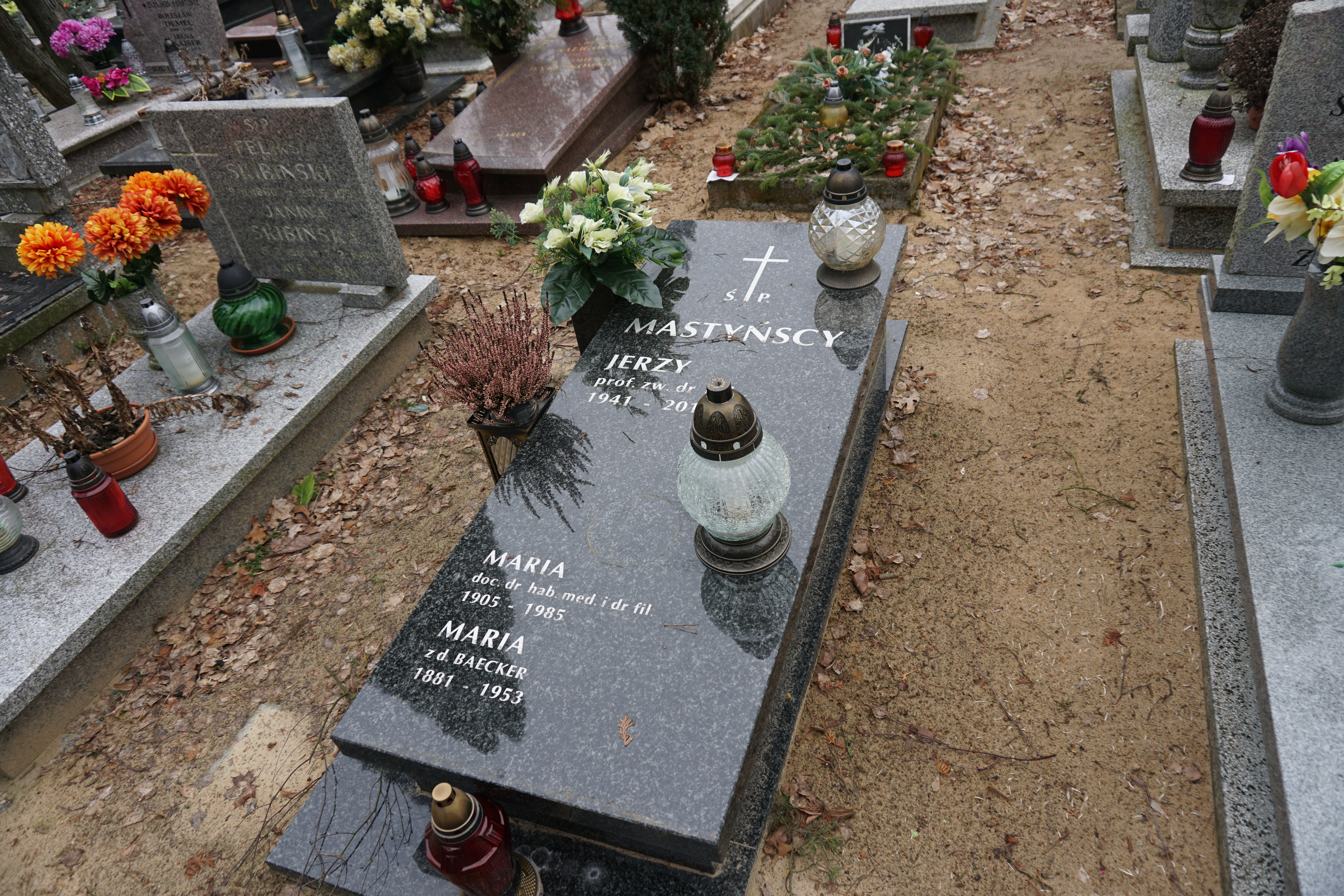
Grób prof. Jerzego Mastyńskiego na Cmentarzu Junikowo

Został pochowany 26 lutego 2018 na cmentarzu junikowskim w Poznaniu (pole 6-5-7-193). 